# 알불라 알프스
알불라 알프스(Albula Alps)는 스위스 동부의 알프스산맥에 있는 산맥이다. 그들은 동부 알프스 중부, 더 구체적으로 래티셰 알프스 서부의 일부로 간주된다. 그들은 알불라강의 이름을 따서 명명되었다. AVE 분류(지도 참조)에 따르면 알불라 알프스는 젭티머 고개와 주르제스 계곡에 의해 서쪽의 오버할브슈타인 알프스와 분리되어 있다. 란트바서 계곡의 북서쪽에 있는 플레수어 알프스에서; 실브레타에서 플뤼엘라 고개 옆 북동쪽에 있는 그룹; 인 계곡(엥가딘) 옆 동쪽의 제스벤나 알프스에서; 인 계곡에 의해 남동쪽의 리피뇨 알프스에서; 남쪽의 베르니나 산맥에서 말로야 고개와 인 계곡 옆.
알불라 알프스의 최고봉은 피츠 케쉬(Piz Kesch)이며, 인 북쪽에 있는 동부 알프스의 가장 높은 봉우리이기도 하다. 높은 고도와 눈에 띄는 다른 산은 프츠 칼레라스, 피츠 엘라(Piz Ela), 피츠 오트(Piz Ot) 및 피츠 파드레트(Piz Vadret)이다. 알불라 알프스는 알불라강, 겔기아강, 란트바서강 및 인강 및 메라강에 의해 배수된다. 룽힌 고개 근처에는 겔기아강, 인강 및 메라강 사이의 삼중점이 있다. 북해, 흑해 그리고 지중해 유역 사이의 삼중점이다.
알불라 알프스를 가로지르는 주요 도로(그라우뷘덴주 중부에서 엥가딘까지)는 율리어 고개와 알불라 고개를 가로지른다. 가장자리에는 플뤼엘라 고개와 젭티머 고개 (고삐 길만)도 있다. 범위 중간에 있는 알불라 고개는 또한 알불라 터널을 통해 쿠어와 생모리츠를 연결하는 래티셰 철도의 중요한 축이다. 통과 도로와 철도는 모두 알불라 알프스 내에서 가장 중심적인 도시인 알불라에서 베르귄 지역을 가로지른다.

## 같이 보기
- 스위스 알프스